# بوردز آو کانادا
بُردز آو کانادا (به انگلیسی: Boards of Canada) (عموماً به اختصار به آن بی‌اوسی (به انگلیسی: BoC) نیز گفته می‌شود) یک گروه دونفرهٔ موسیقی الکترونیک اسکاتلندی است که از دو برادر به نام‌های مایک سندیسن (زادهٔ ۱ ژوئن ۱۹۷۰) و مارکوس ائوین (زادهٔ ۲۱ ژوئیهٔ ۱۹۷۱) تشکیل شده‌است.